# Marquette (thị trấn), Wisconsin
Marquette là một thị trấn thuộc quận Green Lake, tiểu bang Wisconsin, Hoa Kỳ. Năm 2010, dân số của thị trấn này là 519 người.